# Montepulciano d’Abruzzo Colline Teramane
Der Montepulciano d’Abruzzo Colline Teramane DOCG ist ein italienischer Rotwein und einer von zwei DOCG-Weinen aus der Region Abruzzen. Er besitzt seit 2003 eine „kontrollierte und garantierte Herkunftsbezeichnung“ (Denominazione di Origine Controllata e Garantita – DOCG), die zuletzt am 7. März 2014 aktualisiert wurde. Von 1968 bis 2003 gehörte der Wein zur Denomination Montepulciano d’Abruzzo DOC.

## Anbau
Der Anbau und die Vinifikation der Weine sind nur in folgenden Gemeinden der Provinz Teramo gestattet:
Ancarano, Atri, Basciano, Bellante, Bisenti, Campli, Canzano, Castel Castagna, Castellalto, Castiglione Messer Raimondo, Castilenti, Cellino Attanasio, Cermignano, Civitella del Tronto, Colonnella, Controguerra, Corropoli, Giulianova, Martinsicuro, Montefino, Montorio al Vomano, Morro d’Oro, Mosciano Sant’Angelo, Nereto, Notaresco, Penna Sant’Andrea, Pineto, Roseto degli Abruzzi, Sant’Egidio alla Vibrata, Sant’Omero, Silvi, Teramo, Torano Nuovo, Tortoreto.

## Erzeugung
Der Montepulciano d’Abruzzo Colline Teramane muss zu mindestens 90 % aus der Rebsorte Montepulciano bestehen. Höchstens 10 % Sangiovese dürfen zugesetzt werden.
Der Wein muss mindestens ein Jahr reifen. Mit der Qualitätsbezeichnung „Riserva“ muss er mindestens drei Jahre reifen, davon mindestens ein Jahr im Holzfass und zwei Monate in der Flasche.

## Beschreibung
(gilt auch für „Riserva“)
- Farbe: Intensives Rubinrot mit leichten violetten Reflexen – tendiert mit zunehmender Reife zu granatrot
- Geruch: charakteristischer Duft, ätherisch, intensiv
- Geschmack: trocken, voll, robust, harmonisch und samtig
- Alkoholgehalt: mindestens 12,5 Vol.-%
- Säuregehalt: mind. 4,5 g/l
- Trockenextrakt: mind. 25,0 g/l